# Wangmo, Gansu
Wangmo är en köping i nordvästra Kina. Den ligger i Cheng härad i staden Longnan i provinsen Gansu, omkring 300 kilometer sydost om provinshuvudstaden Lanzhou. 